# Pablo Alborán
Pablo Moreno de Alborán Ferrándiz (Màlaga, 31 de maig de 1989), popularment conegut com a Pablo Alborán, és un artista espanyol.

## Trajectòria
De pare malagueny —descendent de Francisco Moreno Fernández, 1r Marquès d'Alborán— i mare francesa.
Té dos germans: Casilda i Salvador.
Des de molt jove va començar a interessar-se per la música i ja a set anys va començar a fer classes de piano en l'Ateneu de Màlaga a càrrec d'Elena Otieva. Va prosseguir els seus estudis de música amb classes de guitarra clàssica, guitarra flamenca i dos anys de guitarra acústica. Els seus estudis van seguir completant-se fent classes de cant amb María Adela Merchán a la seva ciutat natal, i líric amb Alain Damas a Madrid.
Els seus inicis van ser amb una família flamenca que actuava en un restaurant de Màlaga, que el van batejar com «El blanco moreno», ja que el seu primer cognom es Moreno i ell era molt blanquet de pell. És aquí on actua per primera vegada en solitari.
A partir dels dotze anys compon les seves primeres cançons: 'Amor de Barrio' i 'Desencuentro', que es troba en el seu disc debut.
Amb el pas dels anys, Pablo coneix al productor Manuel Illán. Va gravar una maqueta on incloïa una versió del tema 'Deja de volverme loca' de Diana Navarro. Gràcies a Illán aquesta versió va arribar a l'orella de Diana, qui va mostrar un gran interès pel jove i es va convertir en la seva padrina musical.
Pablo, llavors, va presentar un total de quaranta cançons compostes per ell per al procés de selecció del que seria el seu primer disc. Durant aquest procés Pablo va penjar alguna de les seves cançons en YouTube per donar-se a conèixer d'una forma propera. D'aquesta manera, va ser escoltat per tota mena de públic, inclosa la cantant Kelly Rowland qui va quedar sorpresa amb la seva veu. A partir d'aquí Pablo Alborán va aparèixer a les xarxes socials i el boca a orella es va convertir en la seva millor forma de promoció.
A mitjan mes d'octubre de 2010 va sortir a la venda digital el seu primer senzill, 'Solamente tú', amb el qual va començar a sonar en les ràdios nacionals. L'1 de febrer de 2011 va sortir a la venda el seu primer disc, Pablo Alborán; des de la primera setmana lidera les llistes de vendes a Espanya,  convertint-se fins i tot en número u en iTunes.
Tanto és el primer senzill i el títol del segon àlbum d'estudi de Pablo Alborán que va sortir a la venda el 6 de novembre de 2012.

## Discografia
- 2011: Pablo Alborán
- 2011: En acústico
- 2012: Tanto
- 2014: Terral
- 2017: Prometo[8]
- 2020:  Vértigo
- 2022:   La cuarta hoja

## Senzills
| Any  | Senzill                              | Àlbum         |
| ---- | ------------------------------------ | ------------- |
| 2010 | Solamente tú                         | Pablo Alborán |
| 2011 | Miedo                                | Pablo Alborán |
| 2012 | Desencuentro                         | Pablo Alborán |
| 2011 | Perdoname (amb Carminho)             | En acústico   |
| 2012 | Te he hechado de menos               | En acústico   |
| 2012 | Tanto                                | Tanto         |
| 2012 | El beso                              | Tanto         |
| 2012 | Éxtasis                              | Tanto         |
| 2012 | Quién                                | Tanto         |
| 2012 | Donde está el amor (amb Jesse & Joy) | Tanto         |
| 2014 | Por fin                              | Terral        |